# Віллі Лангкайт
Вільгельм «Віллі» Фрідріх Бруно Лангкайт (нім. Wilhelm „Willy“ Friedrich Bruno Langkeit; 2 червня 1907, Шухтен — 27 жовтня 1969, Бад-Брамштедт) — німецький воєначальник, генерал-майор вермахту, бригадний генерал Федеральної прикордонної охорони. Кавалер Лицарського хреста Залізного хреста з дубовим листям.

## Біографія

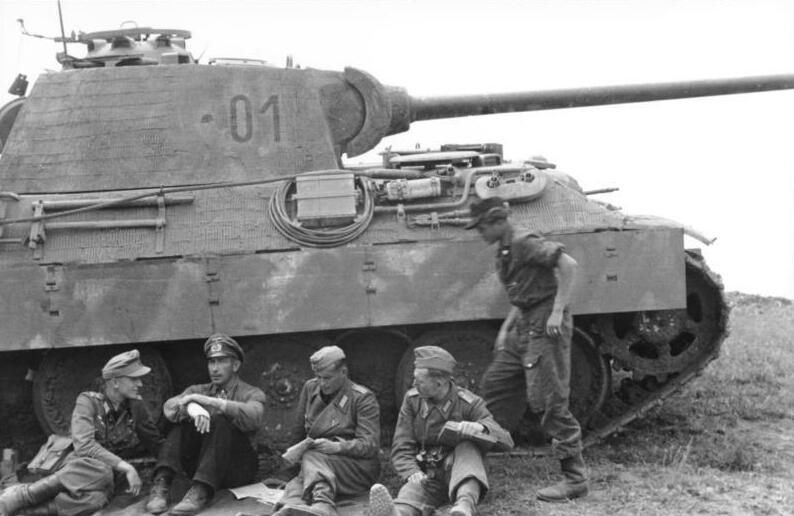
Оберст Лангкайт (другий ліворуч) біля танка «Пантера» (травень 1944).

1 жовтня 1924 року вступив в рейхсвер. З 1 жовтня 1935 року — командир роти 1-го протитанкового дивізіону, з 1 листопада 1938 року — командир 8-ї роти 36-го танкового полку 14-ї танкової дивізії. Учасник Польської і Французької кампаній, а також Німецько-радянської війни. З 1 листопада 1941 року — командир 2-го батальйону свого полку, з 1 грудня 1942 року — всього полку. З 1 березня 1944 року — командир танкового полку «Велика Німеччина», з 15 жовтня 1944 року — запасної бригади «Велика Німеччина», з 31 січня 1945 року — танково-гренадерської дивізії «Курмарк». 5 травня 1945 року взятий в полон американськими військами, а потім переданий британцям. 8 липня 1947 року звільнений.
1 червня 1951 року вступив у Федеральну прикордонну охорону (БГС). З 1954 року — командир групи прикордонної охорони «Північ», з 1 квітня 1958 року — командування прикордонної охорони «Побережжя». 30 червня 1967 року вийшов у відставку.

## Звання
- Унтерофіцер (1 червня 1930)
- Фельдфебель (1 квітня 1933)
- Лейтенант (січень 1934)
- Оберлейтенант (кінець 1934)
- Гауптман (1 січня 1938)
- Майор (1 січня 1942)
- Оберстлейтенант (1 грудня 1942)
- Оберст (1 грудня 1943)
- Генерал-майор (20 квітня 1945)
- Майор БГС (1 червня 1951)
- Оберстлейтенант БГС (1 липня 1953)
- Бригадний генерал БГС (січень 1965)

## Нагороди
- Медаль «За вислугу років у Вермахті» 4-го і 3-го класу (12 років)
- Залізний хрест
  - 2-го класу (10 листопада 1939)
  - 1-го класу (30 серпня 1940)
- Німецький хрест в золоті (1 липня 1942)
- Медаль «За зимову кампанію на Сході 1941/42»
- Лицарський хрест Залізного хреста з дубовим листям
  - лицарський хрест (9 грудня 1942)
  - дубове листя (№ 348; 7 грудня 1943)
- Орден Михая Хороброго 3-го класу (Румунське королівство; 30 травня 1944)
- Нагрудний знак «За танкову атаку» 4-го ступеня «75» (30 квітня 1945)
- Нагрудний знак «За поранення» в чорному
- Орден Святого Йоанна (Бранденбург)
- Орден «За заслуги перед Федеративною Республікою Німеччина», командорський хрест (18 травня 1967)